# Каракепектепе
Каракепектепе (азерб. Qaraköpəktəpə) — многослойный памятник-поселение эпохи средней бронзы в бассейне рек Куручая и Кенделенчая, около города Физули в Азербайджане.
Памятник впервые был обнаружен Г. С. Исмаиловым в ходе археологических раскопок 1961—1971 годов. В результате раскопок были выявлены предметы материальной культуры средней бронзы, которая в Азербайджане, начинается со второй половины III тысячелетия до н. э.. Разнообразный собранный материал характеризует культуру племён Мильско-Карабахской степи того периода.
Исмаилов также относил к поселению курганный могильник Карабулак, расположенный на правом берегу реки Кенделанчай и исследованный в 1898 году Алексеем Ивановским.